# José Luis Sánchez Moretti
José Luis Sánchez Moretti (9 de enero de 1970) es un exfutbolista chileno. Jugaba como delantero y su primer club fue Unión Española. Actualmente se desempeña como entrenador en la serie sub-16 de las divisiones menores de Unión Española, además de entrenar a la selección de la casa de estudios Universidad SEK Chile.

## Primeros años de su vida
Nació en Santiago, hijo de Antonio Sánchez y Carmen Moretti. Creció en la comuna de Las Condes. Realizó sus estudios en el Andrée English School de La Reina y en el Colegio Salesiano El Patrocinio de San José.

## Trayectoria
A los 5 años se inició futbolísticamente en el Estadio Español de Las Condes. Posteriormente, tras ser ojeado por Honorino Landa y Mario Moreno, ingresó en las divisiones inferiores de Unión Española, siendo compañero entre otros de José Luis Sierra, Juan Carlos González y Manuel Suárez. Fue el entrenador Mario Moreno quién lo hizo debutar profesionalmente por el mismo club en 1986, ante Everton.
En 1989 recibió el llamado de Luis Santibáñez para irse como cedido a Lozapenco, el millonario club conformado por el empresario Feliciano Palma, donde se coronó como campeón de la Tercera División 1989. Luego de alternar en el equipo de Chacabuco durante 1990, estuvo cedido en Provincial Osorno en 1991, donde fue dirigido por Guillermo Yávar, teniendo un destacado año en lo individual, que inclusive generó un interés de Universidad Católica, que no se concretó. Nuevamente sin lugar en el cuadro hispano, en 1992 es cedido a  Deportes La Serena.
En 1993 regresa a Unión Española, donde tiene una destacada participación en el cuadro que clasificó a la Copa Libertadores 1994,llegando a los cuartos de final de la competición. Su rendimiento llamó la atención de Vélez Sarsfield, quien contrató sus servicios. Formó parte del plantel que ganó la Copa Intercontinental, aunque no jugó en este torneo.Además, participó del Apertura 1995 que ganó el cuadro de El Fortín.
Sin obtener regularidad, en 1996 es cedido a Universidad de Chile, en donde forma parte del plantel que llega a las semifinales de la Copa Libertadores. De regreso en Vélez, no obtiene regularidad durante 1997, por lo que el primer semestre de 1998 firma por el Granada C. F. español. Para el segundo semestre, regresa al fútbol chileno, firmando por Deportes Iquique. En 1999 regresa a Unión Española, aportando para el título del equipo hispano en la Primera B.En 2000 jugó para Deportes Puerto Montt en la Primera División.
El año 2001 regresó a Europa, donde jugó en Bari y Pisa italianos, para el 2001 fichar por el Locarno suizo. Para el Clausura 2002, regresó a Unión Española, en donde se retiró del fútbol a fines de la temporada 2003.
El año 2012 fue ayudante técnico de Ronald Fuentes en Deportes Iberia.

## Selección nacional

### Selecciones juveniles
Formó parte de la sub-23 de Chile en el Preolímpico de 1992.

#### Participaciones en Preolímpicos
| Torneo                     | Sede     | Resultado    |
| -------------------------- | -------- | ------------ |
| Preolímpico Sub-23 de 1992 | Paraguay | Primera Fase |

### Selección adulta
En 1993 fue convocado por Nelson Acosta para formar parte de la Selección de Chile, con vistas al amistoso ante su similar de España; sin embargo, fue marginado de la nómina debido a una lesión a los ligamentos.

## Clubes
| Club                            | País      | Año       |
| ------------------------------- | --------- | --------- |
| Unión Española                  | Chile     | 1986-1994 |
| → Deportes Lozapenco (cedido)   | Chile     | 1989      |
| → Provincial Osorno (cedido)    | Chile     | 1991      |
| → Deportes La Serena (cedido)   | Chile     | 1992      |
| Vélez Sarsfield                 | Argentina | 1994-1997 |
| → Universidad de Chile (cedido) | Chile     | 1996      |
| Granada C. F.                   | España    | 1998      |
| Deportes Iquique                | Chile     | 1998      |
| Unión Española                  | Chile     | 1999      |
| Deportes Puerto Montt           | Chile     | 2000      |
| Bari                            | Italia    | 2001      |
| Pisa                            | Italia    | 2001      |
| F. C. Locarno                   | Suiza     | 2001-2002 |
| Unión Española                  | Chile     | 2002-2003 |

## Palmarés

### Campeonatos nacionales
| Título           | Club               | País      | Año    |
| ---------------- | ------------------ | --------- | ------ |
| Tercera División | Deportes Lozapenco | Chile     | 1989   |
| Copa Chile       | Unión Española     | Chile     | 1993   |
| Primera División | Vélez Sarsfield    | Argentina | A-1995 |
| Primera B        | Unión Española     | Chile     | 1999   |

### Campeonatos internacionales
| Título                | Club            | País      | Año  |
| --------------------- | --------------- | --------- | ---- |
| Copa Intercontinental | Vélez Sarsfield | Argentina | 1994 |